# دن مانچینی
دن مانچینی (انگلیسی: Don Mancini؛ زادهٔ ۲۵ ژانویهٔ ۱۹۶۳) یک فیلم‌نامه‌نویس، و کارگردان اهل ایالات متحده آمریکا است.